# 羅志安
羅志安（1988年12月28日—），台灣職業足球員，台灣原住民泰雅族，大學就讀於台北市立體育學院，為該校男子足球代表隊員。
羅志安與其雙胞胎弟弟羅志恩自幼一起踢球，2007年雙雙首次入選中華台北足球代表隊，參加2008年東亞足球錦標賽預賽。2008年4月2日在亞洲挑戰盃足球賽對巴基斯坦一戰中踢進中華台北隊唯一的進球。

## 外部連結
- 羅志安在national-football-teams.com的球員資料